# Ист-Бродвей (линия Шестой авеню, Ай-эн-ди)
|   |   |   |   |
| · | · | · | · |

|   |   |   |   |
| · | · | · | · |

«Ист-Бродвей» (англ. East Broadway) — станция Нью-Йоркского метрополитена, расположенная на линии Шестой авеню, Ай-эн-ди. Станция находится в Манхэттене, в Нижнем Ист-Сайде, на пересечении Бродвей с Рутгерс-стрит. На станции останавливаются маршруты F (круглосуточно) и <F> (в часы пик в пиковом направлении).
Станция находится на двухпутном участке линии и имеет одну островную платформу. Два турникетных зала расположены в мезонинах, в каждый из которых ведёт по две лестницы. Также на станции есть эскалатор. Круглосуточно открыт только выход на Мэдисон-стрит — на Рутгерс-стрит открыт не всегда. Ранее существовал ещё один выход — на Хенри-стрит. Сейчас мезонин этого выхода переоборудован под техническое помещение. Лифтами станция не оборудована.
Некоторые лестницы ведут к промежуточному уровню. Этот уровень должен был быть использован для линии IND Worth Street Line в качестве развития компании IND. Но эта линия так и осталась «на бумаге».